# Mary Ann Hutton
Pour les articles homonymes, voir Hutton.
Mary Ann Hutton parfois Margaret Hutton, est née Mary Ann Drummond en 1862 à Manchester, et morte le 29 août 1953 à Dublin, est une érudite et écrivaine de langue irlandaise,.

## Jeunesse
Elle est la fille aînée de James et Frances Drummond (née Classon). Elle a deux frères et cinq sœurs. Certaines sources lui donnent le prénom Margaret, mais dans les documents officiels elle apparaît comme Mary Ann. Son père est un ministre unitarien, d'abord à la Cross Street Chapel puis au Manchester New College à Londres à partir de 1869. Son père et sa mère sont des figures de premier plan dans la communauté unitarienne et parmi les Irlandais dissidents. Son grand-père paternel est le poète William Hamilton Drummond et son oncle est le botaniste et médecin, James Lawson Drummond. Son père est un défenseur du droit de vote des femmes. Mary Ann est bien éduquée et est la première femme à entrer à l'université de Londres. Elle reçoit la médaille Hermann d'argent en allemand en 1882 et une bourse d'études Fielden.

## Mariage
Elle épouse Arthur Hutton à Hampstead, à Londres le 27 mars 1890. Il est issu d'une éminente famille unitaire et de constructeurs automobiles de Dublin. Il fonde une carrosserie à Chichester Street à Belfast en 1886. Le couple vit à Deramore Park, Belfast, avec leur fille, Margaret Bruce Hutton, née le 3 novembre 1893,.

## Défense de la langue irlandaise
Patrick Pearse séjourne à la maison familiale des Hutton lors de sa visite en décembre 1904. Elle connaît Pearse depuis de nombreuses années via la Ligue gaélique et a demeuré au cottage de Pearse à Ros Muc dans le comté de Galway, pour améliorer sa connaissance de la langue irlandaise. On ne sait pas exactement quand Mary Ann Hutton commence à s'intéresser à l'irlandais, mais elle correspond avec le celticiste Kuno Meyer en 1901 et est indiquée comme parlant l'irlandais dans le recensement de 1901. Elle passe du temps avec la communauté irlandophone dans les glens d'Antrim avec son amie Rose Maud Young. Mary Ann est également impliquée dans la mise en place de la Feis na nGleann de 1904. Elle écrit pour Un Claidheamh Soluis à la demande de Pearse. Elle semble avoir donné des conférences sur le moyen irlandais au Coláiste Naomh Comhghaill et à Ard Sgoil Uladh à Belfast. Elle donne les Margaret Stokes Memorial Lectures à l'Alexandra College en 1908, s'exprimant sur les autres visions du monde du début de la littérature irlandaise,.
Mary Ann Hutton donne 50 £ au fonds pour établir l'école de Pearse, St-Enda's et lui prête 100 £ de plus en 1911 lorsque l'école est en difficulté financière. Mary Ann est veuve en 1908 et déménage à Dublin. C'est à cette époque, qu'elle décide de se convertir au catholicisme. Elle vit à Dublin pour le restant de sa vie, soutenant Conradh na Gaeilge et s'impliquant fortement dans les activités culturelles de la ville. En 1937, Mary Ann représente la Royal Dublin Society au Congrès Celtique à Édimbourg,,.
Son travail le plus important est son édition de 1907 de la légende Táin Bó Cúailnge, The Táin: an Irish epic told in English verse, avec des annexes savantes des noms et des termes lexicaux. C'est un re-travail de la légende à l'aide de nombreuses sources plutôt qu'une traduction littérale et cela lui prend 10 ans pour l'achever. Le travail est bien reçu et est re-publié en 1924 avec des illustrations de style celtique par John Patrick Campbell (en) sous le nom Seaghan MacCathmhaoil.
Eoin Mac Néill, Douglas Hyde et Louis Claude Purser la soutiennent sans succès en 1910 à son élection en tant que membre de l'Académie royale d'Irlande. C'est la première fois qu'une femme est nommée. En 1914, elle est nommée à l'assemblée de l'Université Queen's de Belfast, et en 1933, l'université nationale d'Irlande lui décerne un doctorat honorifique en littérature.

## Mort
Mary Ann Hutton meurt à son domicile du 30 William's Place Upper à Dublin, le 29 août 1953. Elle est enterrée au cimetière Deans Grange. La Bibliothèque nationale d'Irlande détient une partie de sa correspondance. Hutton est une des femmes ayant fait l'objet d'un programme sur la BBC 2 d'Irlande du Nord, Mná na nGlinntí (les femmes des vallées).